# William Loring Andrews
William Loring Andrews (1837-1920) est un collectionneur, éditeur et bibliophile américain. 
Il est administrateur et premier bibliothécaire du Metropolitan Museum of Art de New York, dont il est le défenseur pendant quarante ans.

## Biographie

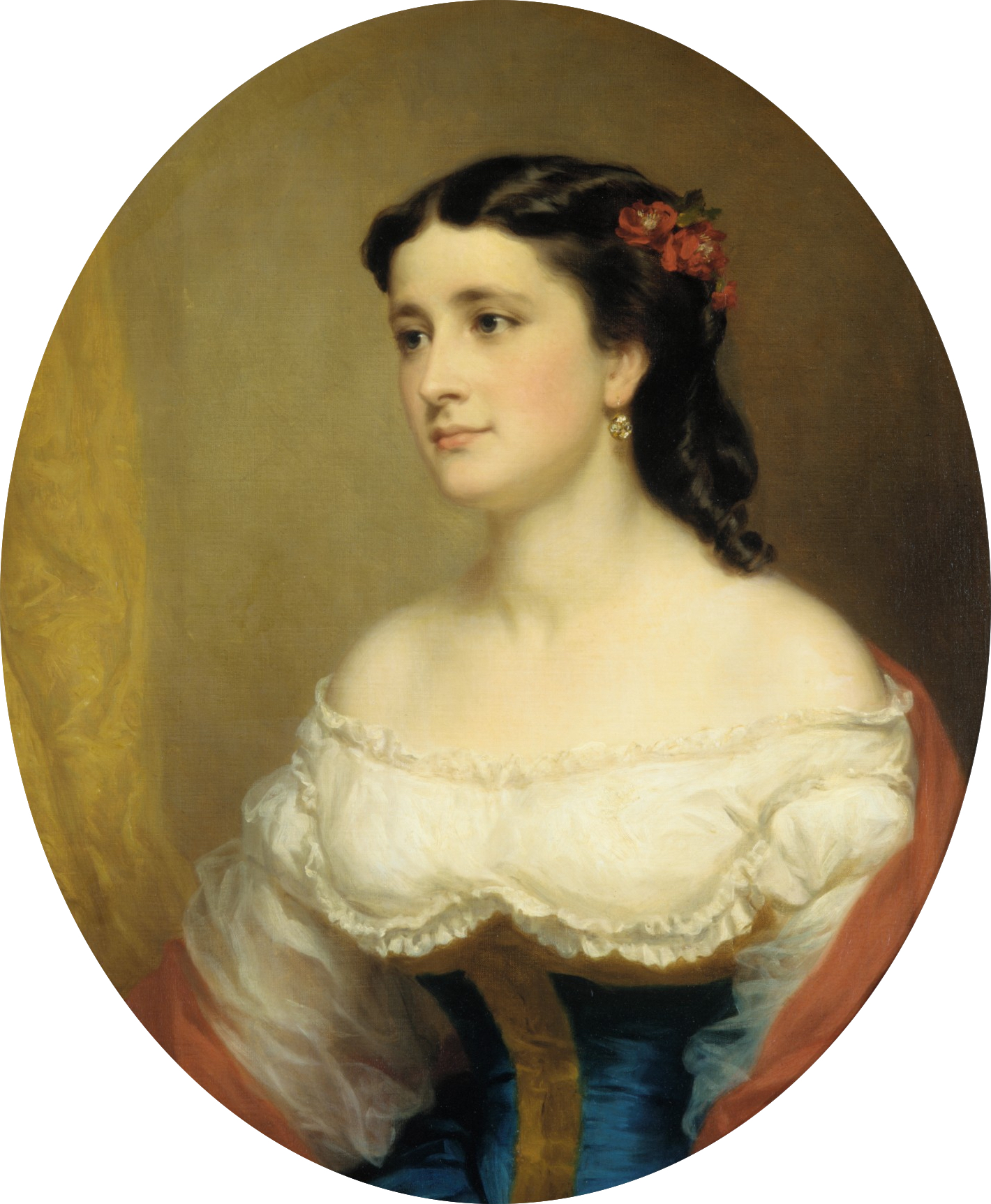
Portrait de son épouse, peint par George Augustus Baker (Metropolitan Museum of Art).

William Loring Andrews est le fils de Loring Andrews et de Caroline C. Delamater. Le 17 octobre 1860, il épouse Jane E. Crane, fille de Theodore Crane.
Il est un collectionneur passionné et exigeant de livres rares, d'estampes, de peintures et de porcelaines.
En 1878, il quitte l'entreprise paternelle de cuir et de peaux pour se consacrer entièrement au Metropolitan Museum of Art.
En mars 1880, le premier bâtiment du Metropolitan est inauguré à Central Park. Le 28 août 1880, Andrews écrit au directeur du Metropolitan, Luigi Palma di Cesnola : « Je serai de retour en ville vers la mi-septembre avec suffisamment de temps libre pour m'occuper du musée et surtout pour développer la bibliothèque ; j'aimerais trouver quelqu'un pour la démarrer avec 10 000 dollars ». Lorsque le musée déménage de la 14e Rue vers son bâtiment du parc, Andrews « transporta lui-même une grande partie des objets dans des paniers pour éviter qu'ils ne soient endommagés », ce qui impressionne le président du Metropolitan, Cesnola, par son dévouement. Cette année-là, le Metropolitan nomme officiellement Andrews premier bibliothécaire.
En 1885, Andrews demande au graveur Edwin Davis French (en) de créer le premier ex-libris de la bibliothèque du Met. Sidney Lawton Smith (en) dessine l'ex-libris personnel d'Andrew.
De 1888 à 1892, il est le fondateur et président du Grolier Club (en). Il est également le fondateur et l'unique président de la Society of Iconophiles.
En 1895, Andrews est nommé bibliothécaire honoraire, permettant ainsi au Met d'embaucher son premier bibliothécaire salarié à temps plein, William Clifford.
Vers 1901, Andrews envoie un exemplaire de son livre Paul Revere and His Engraving au financier du New Jersey, Augustus Lefebvre Revere (en), arrière-petit-fils de Paul Revere et son dernier parent.
Il publie 36 livres, dont environ 24 de sa plume ; nombre d'entre eux traitent de « thèmes littéraires » et/ou de l'histoire de New York. Andrews « choisissait le papier, la typographie et les reliures » de tous ses ouvrages, tandis qu'E. D. French et Sidney L. Smith fournissaient les culs-de-lampe et autres éléments graphiques.
Selon le Met, « Andrews a été une force fondamentale dans les premiers jours du Met, et il a été la figure centrale du développement et de la croissance de la collection de la grande bibliothèque du Met ».